# Miroslav Dudok
Miroslav Dudok (* 31. červenec 1952, Erdevík, dnešní Srbsko) je slovenský jazykovědec narozený v Srbsku, univerzitní profesor, překladadatel a básník. Patří mezi nejznámější slovenské slavisty a je jedním z nejcitovanějších slovenských jazykovědců v Srbsku. Napsal různé monografie, vědecké knihy, studie, publikoval různé příspěvky v časopisech a sbornících, překládal a spolupracoval na mnoha dílech. Dle slovenského jazykovědce Slavomíra Ondřejovice představuje Miroslav Dudok „spojující most mezi vojvodinskou a slovenskou slovakistikou, a to most, po kterém se chodí obousměrně.

## Život

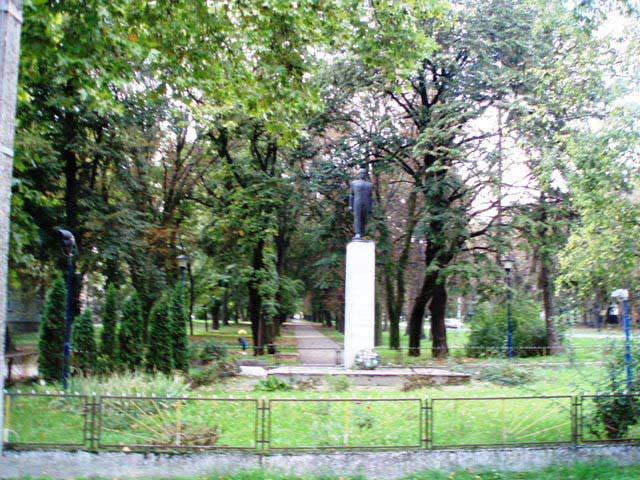
Obec Erdevík v současnosti

Miroslav Dudok se narodil v malé vojvodinské obci Erdevík, kde přibližně od poloviny 19. století žije početná menšina Slováků. Obec je dnes součástí Srbska, ale v době jeho narození byla součástí socialistické Jugoslávie. Jeden z příslušníků jeho rodiny, prof. Dr. Daniel Dudok (* 1932) založil Katedru slovenského jazyka a literatury na Univerzitě v Novém Sadu. Další, Ján Dudok, narozený v roce 1919, psal prozaická díla, která uveřejňoval v literárním čaposise Nový život.
Miroslav Dudok zažil v roce 1999 spolu s hudebníkem Đorđe Balaševićem bombardování v Novém Sadu.

### Vzdělání
V letech 1967 až 1971 navštěvoval slovenské gymnázium v srbském městě Petrovec, v tehdejší SFRJ. Na Filozofické fakultě Univerzity Komenského v Bratislavě vystudoval v letech 1971 až 1976 obor slovenský jazyk a literatura. V roce 1979 získal titul doktor filozofie (PhDr.) prací z oblasti slovenského jazyka na Univerzitě Komenského v Bratislavě. V roce 1987 obhájil na Univerzitě v Novém Sadu 320 stránkovou disertační práci s názvem Glutinácia textu v slovenčine a srbochorvátčine (srbochorvatsky Glutinacija teksta u slovačkom i srpskom i hrvatskom jeziku) a získal tak titul doktor věd (DrSc.). Od roku 1988 působil jako mimořádný profesor a od roku 1993 jako řádný profesor.
Během studentských let, v rozmezí letech 1970 až 1972 přispíval do časopisu Vzlet. V letech 1976 až 1977 pracoval jako redaktor ve slovenské redakci Radiotelevize Novi Sad. V letech 1986 až 1989 přispíval do časopisu Rays. V letech 1990 až 1993 byl šéfredaktorem literárního časopisu Nový život. V roce 1977 získal ocenění Cena časopisu Nový život a v roce 1988 Cenu Nakladatelství Obzor, která mu byla udělena za knihu Glutinace textu ve slovenštině, srbštině a chorvatštině.

### Pedagogická činnost

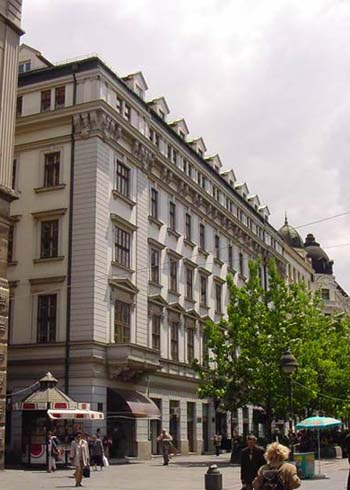
Filologická fakulta Univerzity v Bělehradě, kde Miroslav Dudok působil v letech 1988 až 2001. Snímek pochází z roku 2005

V letech 1977 až 1987 působil zpočátku jako asistent a poté i jako vědecký pracovník na Katedře slovenského jazyka a literatury na Filozofické fakultě Univerzity v Novém Sadu. Později, v letech 1987 až 1993 i jako docent a také v období 1993 až 1998 i jako mimořádný profesor v srbské hierarchii vědecko-pedagogických hodností. Od roku 1985 do roku 1988 působil jako přednášející na škole Viša pedagoška škola v Novém Sadu. Od roku 1998 i jako řádný profesor. V akademickém roce 1996/1997 působil jako profesor na Vysoké škole pedagogické v maďarském Szegedu. Od roku 1988 do roku 2001 byl profesorem na Katedře slavistiky na Filologické fakultě Univerzity v Bělehradě, kde do akademického roku 1997/1998 přednášel jazykové kurzy. Po působení na univerzitách v Novém Sadu, Bělehradě a Szegedu je od roku 2001 profesorem na katedře slovanských filologií Filozofické fakulty Univerzity Komenského v Bratislavě, kde v současnosti vyučuje kroatistiku.

### Vědecká činnost
Od roku 1976 je členem Spolku vojvodinských slovakistů a v letech 1991 až 1995 byl jeho předsedou.
V roce 1997 stal vědeckým pracovníkem Jazykovědného ústavu Ľudovíta Štúra Slovenské akademie věd.
Ve vědecké práci se zaměřuje na slavistiku, slovakistiku, textovou lingvistiku, sociolingvistiku, ekolingvistiku, kontrastivní lingvistiku, aplikační lingvistiku se zaměřením na překladatelství a slovensko-jihoslovanský bilingvismus. V současnosti pracuje na domácím grantu Slovenčina v kontexte viacjazyčných spoločenstiev na Slovensku, odpovědným řešitelem je Juraj Dolník.

### Umělecká činnost
V roce 2012 získala jeho básnická sbírka Celebes, Celebes dotaci z resortu Úřadu vlády Slovenské republiky v hodnotě 500 eur. Objednavatelem byl Úřad pro Slováky žijící v zahraničí, který knihu i vydal. Autorské výtisky mu byly předány při příležitosti oslav jeho šedesátých narozenin v září 2012.

## Díla

### Odborná tvorba

#### Bez spoluautorství
- Glutinácia textu v slovenčine a v srbčine a chorvátčine (Novi Sad: Obzor 1987, 143 s.)[12]
- Slovenský jazyk a kultúra vyjadrovania: pre 5. ročník základnej školy (Nový Sad: Zavod za izdavanje udžbenika 1988, 121 s., 2. vyd. 1991, 3. vyd. Belehrad 1994, 4. vyd. 1996, 5. vyd. 1998, 6. vyd. 2000, 7. vyd. 2002, 8. vyd. 2004)[8][13]
- Vývin slovakistiky. Štúdie z dejín jazykovednej slovakistiky v Juhoslávii. - 18. a 19. storočie (Novi Sad: Spolok vojvodinských slovakistov 1997, 100 s.)[10]
- Úvod do textiky (Novi Sad[10]: Kultura 1998, 124 s.)[14]
- Náveje: Prolegomena do liter(m)árnosti textu (Nagylak: Vydavateľstvo Ivan Krasko 2001, 168 s.)[15]
- Slovenský jazyk a kultúra vyjadrovania pre 8. ročník základnej školy (Bělehrad: Zavod za udžbenike i nastavna sredstva 2007)[16]
- Zachránený jazyk. State o enklávnej a diasporálnej slovenčine (Nagylak: Vydavateľstvo Ivan Krasko 2008, 205 s.)[8]

#### Spoluautorství
- Nemački jezik. Lektira. Deutches lesenbuch (Nový Sad 1981)
- Govorne i jezičke karakteristike nekih emisija Radio Novog Sada i televizije Novi Sad na slovačkom jeziku (Nový Sad 1982)
- Bibliografia jazykoznawstwa slawisticznego za rok 1996 (Varšava: PAN 2001)[8]
- Encyclopaedia Beliana 3 (Bratislava: VEDA, vydavateľstvo Slovenskej akadémie vied 2003; několik hesel)[8]
- Encyclopaedia Beliana 6 (Bratislava: VEDA 2010; někkolik hesel a konzultant)[8]

### Překlady
Do slovenštiny:
- Dušan Vasiljević: Jar sa vracia. Divadelná hra (Nový Sad 1982)
- Borisav Atanasković: Záhrada dobrej nádeje (Nový Sad 1983)
- Daniil Ivanovič Charms: Prípady. (Dotyky, Bratislava 1990)
- Rade Mihaljčić - Ljubo Sparavalo - Sima Ćirković: Dejepisná čítanka pre 6. ročník základnej výchovy a vzdelávania (Nový Sad 1986)

Do srbštiny:
- Jaroslav Seifert: Pesme (Letopis Matice srpske 1984)

### Umělecká tvorba
- Schody do básne (Kulpín: 1975)
- Svetelný korbáč (Nový Sad: Obzor 1977, 79 s.)[17]
- Pečať (Nový Sad: Obzor 1980, 57 s.)[18]
- Multo plus (Nový Sad 1982)
- Ruberoid (Nový Sad: Obzor 1984, 64 s.)[19]
- Posuvná hranica (Petrovec: Účastinná spoločnosť tlačiareň Kultúra 1995, 55 s.)[20]
- Krátky dych (Bratislava: ESA 1995, 61 s.)[21]
- Tiché putovanie v príbehu (2002)
- Celebes, Celebes (Petrovec: Slovenské vydavateľské centrum 2012, 103 s.)[22]

### Editorská činnost
- Lásky bez ohlasu (Nový Sad: Obzor 1983,[10] antologie milostné poezie vojvodinských Slováků)
- Pavel Mučaji: Vzdušnou čiarou (Nový Sad 1989; výběr básní a doslov)